# Francheleins

Francheleins este o comună în departamentul Ain din estul Franței.